# Colli Albani (vino)
Il Colli Albani è un vino DOC la cui produzione è consentita nella provincia di Roma.

## Caratteristiche organolettiche
- colore: dal giallo paglierino al paglierino scarico.
- odore: vinoso e delicato.
- sapore: secco o abboccato o amabile o dolce, caratteristico fruttato.

## Produzione
Provincia, stagione, volume in ettolitri
- Roma  (1990/91)  65021,0
- Roma  (1991/92)  68799,48
- Roma  (1992/93)  91450,21
- Roma  (1993/94)  95236,44
- Roma  (1994/95)  86221,58
- Roma  (1995/96)  87881,8